# Chrysocraspeda eutmeta
Chrysocraspeda eutmeta är en fjärilsart som beskrevs av Louis Beethoven Prout 1916. Chrysocraspeda eutmeta ingår i släktet Chrysocraspeda och familjen mätare. Inga underarter finns listade i Catalogue of Life.